# Chiconamel
Chiconamel es una localidad del estado mexicano de Veracruz. Es cabecera del municipio de Chiconamel.

## Demografía
| Censo | Población |
| ----- | --------- |
| 1900  | 1063      |
| 1910  | 1208      |
| 1921  | 1200      |
| 1930  | 1246      |
| 1940  | 1221      |
| 1950  | 1277      |
| 1960  | 1217      |
| 1970  | 1435      |
| 1980  | 1148      |
| 1990  | 1711      |
| 1995  | 1517      |
| 2000  | 1551      |
| 2005  | 1549      |
| 2010  | 1502      |
| 2020  | 1451      |